# ایزابلا ایچوری
ایزابلا ایچوری (انگلیسی: Isabella Echeverri؛ زادهٔ ۱۶ ژوئن ۱۹۹۴) بازیکن فوتبال اهل کلمبیا است.
وی همچنین در تیم ملی فوتبال تیم ملی فوتبال زنان کلمبیا بازی کرده‌است.
وی در مسابقات کشوری و بین‌المللی در مجموع برندهٔ ۱ مدال طلا شده‌است.